# Tony Sbalbi
Tony Sbalbi (* 4. September 1969 in Aix-en-Provence) ist ein französischer Skibergsteiger und Mitglied der französischen Nationalmannschaft.

## Erfolge (Auswahl)
Mit Laurent Fabre erreichte er bei der Europameisterschaft im Skibergsteigen 2001 beim Teamwettbewerb den sechsten Platz. Bei der Weltmeisterschaft im Skibergsteigen 2002 belegte er im Team mit Stéphane Brosse Platz Zwei und wurde Sechster in der Kombinationswertung. Im Vertical Race belegte er bei der Europameisterschaft im Skibergsteigen 2005 den achten Platz, in der Staffel mit Florent Perrier, Bertrand Blanc und Grégory Gachet Rang 4. 2006 wurde er bei der Weltmeisterschaft Zweiter im Vertical Race und kam im gleichen Jahr bei der Schweizer Meisterschaft im Vertical Race als Gesamtzweiter nach Florent Perrier noch vor dem Schweizer Alexander Hug ins Ziel, der als erster Schweizer den offiziellen Schweizer Meistertitel bei der Veranstaltung erhielt. Bei der Europameisterschaft 2007 wurde er Dritter in der Staffel mit Yannick Buffet, Bertrand Blanc und Fabien Anselmet, Fünfter im Vertical Race im Team mit Patrick Blanc Neunter. Bei der Weltmeisterschaft im Skibergsteigen 2008 wurde er Achter in der 2008 erstmals ausgetragenen WM-Disziplin Einzel Langdistanz.

### Pierra Menta
- 1999: 9. Platz mit Laurent Fabre
- 2002: 6. Platz mit Patrick Blanc
- 2003: 1. Platz mit Patrick Blanc
- 2004: 6. Platz mit Patrick Blanc
- 2005: 8. Platz mit Cyril Champange
- 2006: 4. Platz mit Denis Trento
- 2007: 5. Platz mit Denis Trento
- 2008: 6, Platz mit Ivan Murada

### Trofeo Mezzalama
- 2003: 9. Platz mit Patrick Blanc und Cédric Tomio
- 2007: 4. Platz mit Martin Riz und Alain Seletto